# Мамајев Курган
Мамајев Курган (рус. Мамаев курган) је брдо изнад Волгограда (бившег Стаљинграда). На Мамајевом Кургану се налази меморијални комплекс у част сећања на Стаљинградску битку (од августа 1942. до фебруара 1943), која се одигравала и на овом узвишењу. 
Ова битка је била одлучујућа у коначној совјетској победи над силама Осовине на Источном фронту у Другом светском рату. У време када је била завршена 1967. статуа Мајке Отаџбине је била највиши споменик на свету. 

## Битка
Мамајев Курган је био поприште велике битке када су снаге немачке 6. армије почеле напад на центар Стаљинграда 13. септембра 1942. На Мамајев Кургану су се водиле жестоке битке између немачких агресора и совјетске 62.армије. Контрола над брдом је постала изузетно важна зато што је она омогућавала контролу над целим градом. Да би га одбранили Совјети су изградили јаку одбрану на рубовима брда која је укључивала ровове, бодљикаве жице и минска поља. 
Немци су напредовали ка брду са великим губицима. Када су коначно заузели брдо отпочели су паљбу на центар града, као и на железничку станицу Стаљинград-1 која се налазила испод брда. Заузели су је 14. септембра.
Истог дана совјетска 13. гардијска стрељачка дивизија по командом Александра Родимцева стигла је у град преко реке Волге под тешком немачком ватром. Дивизија од 10.000 људи је одмах јурнула у крваву битку. Дана 16. септембра совјети су поново заузели Мамајев Курган и наставили да се боре за железничку станицу, притом претрпевши велике губитке. Следећег дана скоро цела дивизија је настрадала. Јединице Црвене армије су наставиле да пристижу у град што су брже могле. Немци су нападали и по дванаест пута на дан, а совјети су узвраћали са јаким противнападима.
Команда над брдом се неколико пута мењала током битке између зараћених страна. Немци поново заузимају Мамајев Курган 27. септембра 1942. Совјети су тада држали своје позиције на обронцима брда. Немци су се грчевито бранили до 26. јануара 1943. када је совјетска зимска офанзива уништила и заробила немачке снаге унутар Стаљинграда. 
Када је битка завршена, крвљу натопљено блато на брду је орањем помешано са остацима метала од битке. Блато је садржало измећу 500 и 1.250 комада метала по квадратном метру. У пролеће земљиште је остало црно тако да трава није могла да никне на њему. Стрми делови брда су постали поравнати због интензивног гранатирања и бомбардовања. Чак и данас је могуће пронаћи делове костију и метала закопаних дубоко у брду.

## Меморијални комплекс
Након рата совјетске власти су наредиле да се на брду изгради велики меморијални комплекс. На Мамајевом Кургану је уједно сахрањен и Василиј Чујков који је био заповедник снага Црвене армије у Стаљинградској бици. Он је уједно и први маршал Совјетског Савеза који је сахрањен изван Москве. 
Меморијал је грађен између 1959. и 1967. године и крунисан је великом статуом Мајке Отаџбине. Споменик је дизајнирао Евгениј Вучетић а његово пуно име је „Мајка Отаџбина зове!“. Фигура Отаџбине је висока 52 метра, а од стопала до врха мача има 82 метра. 
Цела конструкција је изграђена од бетона, осим мача, који је изграђен од нерђајућег челика. Статуа се одржава на постољу помоћу своје сопствене тежине. Споменик подсећа на грчку богињу победе Нику.